# 凯尔·桑德森
凯尔·诺曼·桑德森（英語：Cael Norman Sanderson，1979年6月20日—），生于犹他州盐湖城，美国摔跤运动员。他曾参加2004年夏季奥林匹克运动会，最终在男子84公斤级项目上获得一枚金牌。
1. ↑  . InterMat.   [2020-10-29]. （原始内容存档于2021-10-27）.
2. ↑  . ESPN.com. 2004-08-28  [2020-10-29]. （原始内容存档于2021-08-27） （英语）.